# 钱贵 (外戚)
錢貴，明朝外戚，南直隶海州（今江苏省连云港市海州区）人，明英宗孝莊睿皇后钱氏的父亲。

## 生平
他的祖父錢整，跟随明成祖朱棣起兵，為燕山護衛副千戶。父亲钱通嗣職，官至金吾右衛指揮使。钱貴继承祖職，多次跟随明成祖、明宣宗北征，升任都指揮僉事。正統七年（1442年），其女钱氏將正位中宮，他被擢升为中府都督同知。明英宗多次想要加封，都被他推辞，所以他家没有封爵。錢貴去世，長子錢欽為錦衣衛指揮使。

## 家族
- 子：錢欽，錦衣衛指揮使，土木之变阵亡
- 子：錢鐘，土木之变阵亡
  - 孙：錢雄，遺腹子，都督同知
    - 曾孙：錢承宗，安昌伯[2]
      - 玄孙：錢維圻，安昌伯
      - 玄孙：錢維垣，錦衣衛指揮使